# یوتا ماهی
یوتا ماهی یک ستاره است که در صورت فلکی ماهی قرار دارد.